# Copablepharon longipennis
Copablepharon longipennis är en fjärilsart som beskrevs av Augustus Radcliffe Grote 1882. Copablepharon longipennis ingår i släktet Copablepharon och familjen nattflyn. Inga underarter finns listade i Catalogue of Life.